# Огледалната пещера (Айна ини)
Огледалната пещера е необлагородена пещера в Източни Родопи.

## Обща информация
Пещерата се намира в землището на село Малка Чинка, община Крумовград, област Кърджали. Дължината на пещерата е 157 m, а общата денивелация – 8 m. Не е облагородена, а прилепните колонии в нея са защитени и са обект на опазване.
Местното население нарича пещерата „Айна ини“, което в превод означава „огледалната пещера“, поради факта, че от единия ѝ вход се вижда другият. Включена е в списъка на 250-те най-известни пещери в България.
Тя е единственият обект в Източните Родопи, в който зимуват големи колонии от прилепи подковоноси. При посещение в пещерата са преброени 1200 средиземноморски подковоноса(Rhinolophus blasii), около 100 дългокрили прилепа (Miniopterus schreibersii) и 4 големи нощника (Myotis myotis/blythii).